# Stazione di Goathland
La stazione di Goathland è la stazione ferroviaria di Goathland, nel North Yorkshire, posta sulla ferrovia turistica di North Yorkshire Moors Railway.
È nota per essere stata scelta per girare scene di varie produzioni cinematografiche.

## Descrizione
Aperta nel 1865 su una linea deviata per evitare il dislivello a Beck Hole, sulla tratta tra Whitby e Pickering, fu chiusa esattamente un secolo dopo a causa della non redditività della tratta stessa.
Nel 1973 riaprì come parte di una nuova ferrovia turistica.

## Apparizioni nel cinema
La stazione, con uno stile rustico e retrò molto caratteristico e pressoché rimasta inalterata nel tempo, è stata pertanto scelta per apparire in numerose produzione cinematografiche nel corso del tempo:
- Come stazione di Hogsmeade che riceve l'Hogwarts Express, nella saga di Harry Potter[3];
- Nella serie Heartbeat (come stazione di Aidensfield)[4];
- Creature grandi e piccole[5];
- Il video musicale dei Simply Red di Holding Back the Years, del 1985;
- La famiglia omicidi;
- Nel film Carrington del 1995[6].